# 中街
座標: 北緯41度48分04.8秒 東経123度27分24.8秒 / 北緯41.801333度 東経123.456889度

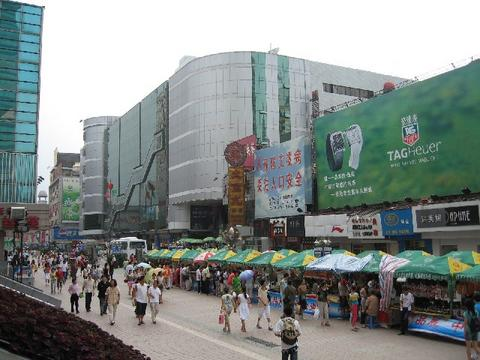
瀋陽市の中心地・中街

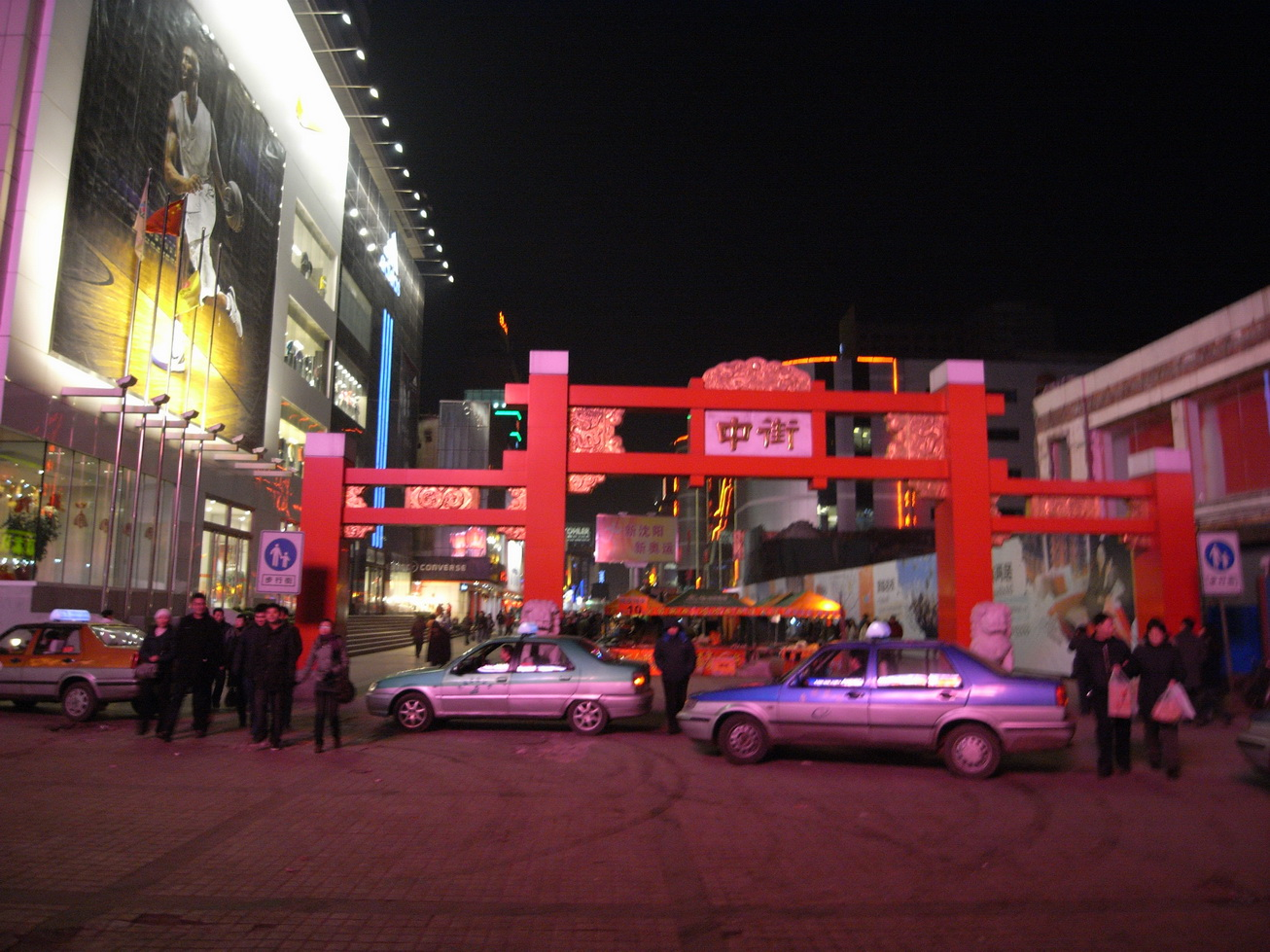
中街の夜景

中街（ちゅうがい、中国語: 中街＝ジョンジェ）または日本語でも中国語風にチュンチェ（昔のウェード式でChungjie）と呼ばれているのは、中国遼寧省の省都・瀋陽市の中心地にある繁華街・中街路で、歩行者空間になっている。全長は1,500メートル。
その歴史は明朝末に遡り、原名は四平路で、奉天（瀋陽）でも最も早期の商店街であった。1997年に、改造計画で中街路の大部分が中国初の歩行者空間道路となった。
老辺餃子館（中華老字号）本店などがある。

## 交通
- 瀋陽地下鉄1号線の中街駅

## 参照項目
- 瀋陽市の観光地